# Rachel Robards Jackson
Rachel Donelson Robards Jackson (15. lipnja 1767. – 22. listopada 1828., Virginia) bila je žena Andrewa Jacksona.